# Trýzel rozvětvený
Trýzel rozvětvený (Erysimum diffusum) je žlutě kvetoucí, planě rostoucí rostlina, která se v České republice nevyskytuje často. Je to jeden z méně rozšířených druhů rodu trýzel.

## Rozšíření
Vyskytuje se ve střední a jihovýchodní Evropě včetně jižního evropského Ruska; zasahuje až na západní Sibiř a do střední Asie. Byl také zavlečen do Severní Ameriky.
Je to nenáročná rostlina která není na typ půdy příliš vybíravá, její ekologická amplituda je velice široká, vyhýbá se jen místům trvale zamokřeným. Roste na kamenitých půdách, nezpevněných píscích, štěrkových náspech okolo cest nebo železnic, na okrajích lesů, na mezích polí a také v xerotermních travnatých porostech. Je teplomilná a vyskytuje se převážně v planárním a kolinním stupni. V Česku se nachází pouze na území střední a jižní Moravy.

## Popis

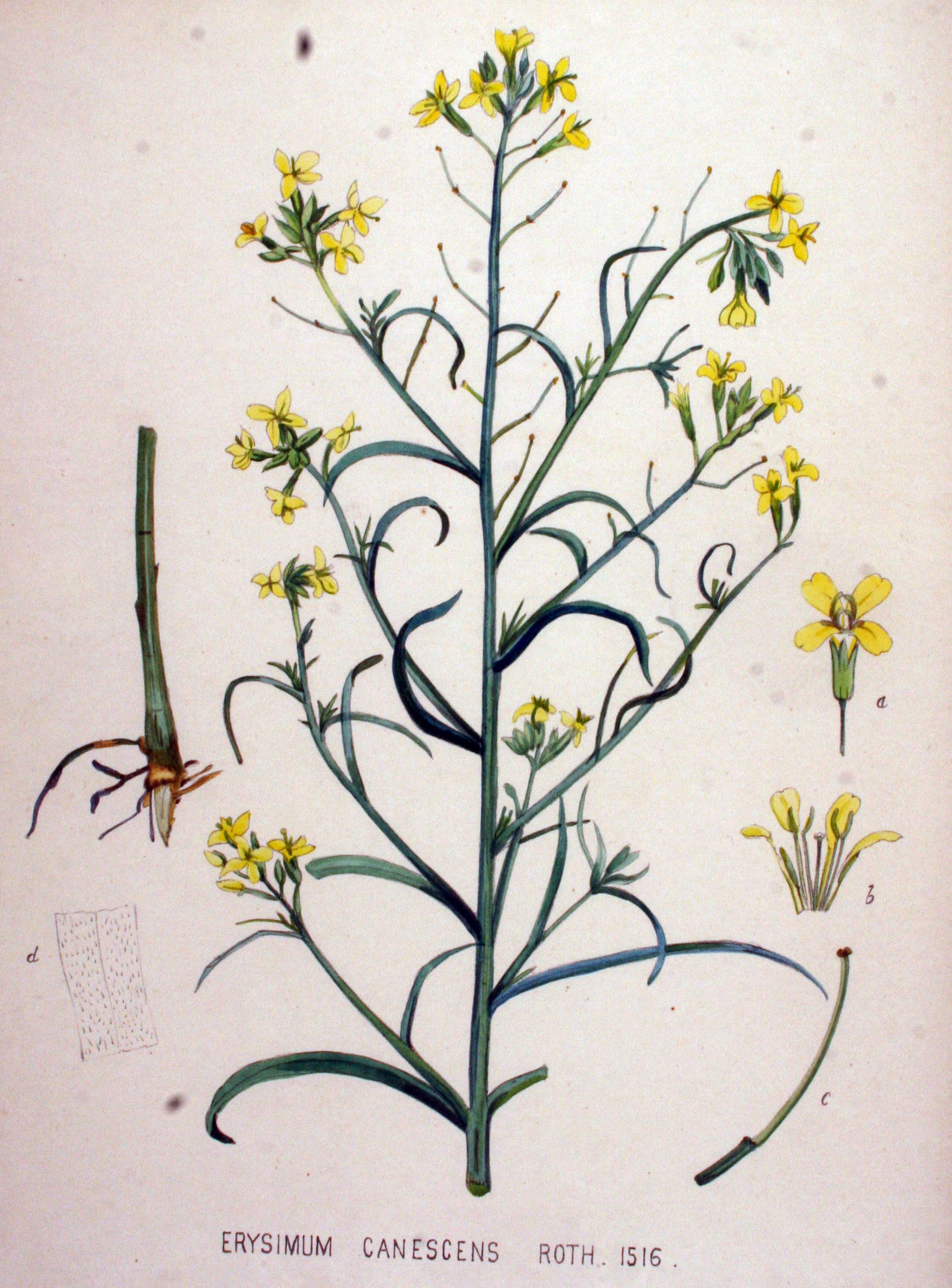
Nákres rostliny

Dvouletá bylina s jednou nebo více lodyhami vysokými 20 až 120 cm které vyrůstají z dřevnatého bílého až šedého, asi 10 cm dlouhého kořene. Čtyřhranná, trávově až sivě zelená lodyha je jednoduchá nebo rozvětvená a v její dolní části někdy druhým rokem vyrůstají adventní listové růžice. Od spodu je lodyha téměř holá nebo jen řídce porostlá vidlicovitými chlupy které směrem vzhůru houstnou. V růžici i ve spodní části lodyhy jsou listy s řapíky, výše pak listy přisedlé. Všechny jsou stočené, okraje čepelí mají téměř celistvé nebo plytce zubaté a na koncích jsou špičaté a celé porostlé jen vidlicovitými chlupy.
Oboupohlavné čtyřčetné květy na stopkách vytvářejí bezlistenná květenství hrozen s hustě chlupatým vřetenem. Kališní lístky jsou zelenavé s tmavými žilkami a po obvodě mají blanitý lem, korunní lístky jsou sírově žluté. Čtyřmocné tyčinky bývají dlouhé 0,6 až 1 cm. Ze svrchního chlupatého semeníku vyrůstá bělavá až medově hnědá trvalá čnělka s kulovitou bliznou. Rozkvétají obvykle od konce května do počátku září.
Odstálé tenké stopky nesou čtyřhranné šešule porostlé pouze vidlicovitými chlupy. Dvoupouzdré šešule obsahují v jedné řadě umístěná nahnědlá semena 0,6 až 1,2 mm velká.

## Variabilita
Trýzel rozvětvený se v přírodě vyskytuje v několika cytotypech, byly např. zjištěné diploidní (2n = 2x = 14), tetraploidní (2n = 4x = 28) i oktoploidní (2n = 8x = 56). Morfologicky se od sebe mírně odlišují tvarem listů, velikosti květů i typem ochlupení.

## Rozmnožování
Druh se rozšiřuje hlavně generativně semeny a někdy i vegetativně listovými růžicemi které rostou vespod lodyh a druhým rokem z nich vyrostou nové lodyhy. U tetraploidních rostlin se občas stává, že adventní listové růžice vyrostou i na koncích nekvetoucích větví lodyh nebo v květenství mateřské rostliny.

## Ohrožení
Trýzel rozvětvený je v "Červeném seznamu cévnatých rostlin České republiky" z roku 2012 považován za ohrožený druh (C3).